# 文新駅
文新駅（ぶんしんえき）は、中華人民共和国浙江省杭州市西湖区古墩路と星芸街と星洲街の交差点に位置する杭州地下鉄2号線の駅。

## 歴史
- 2017年12月27日：開業[1]。

## 駅構造
島式ホーム1面2線を有する地下駅。

### のりば

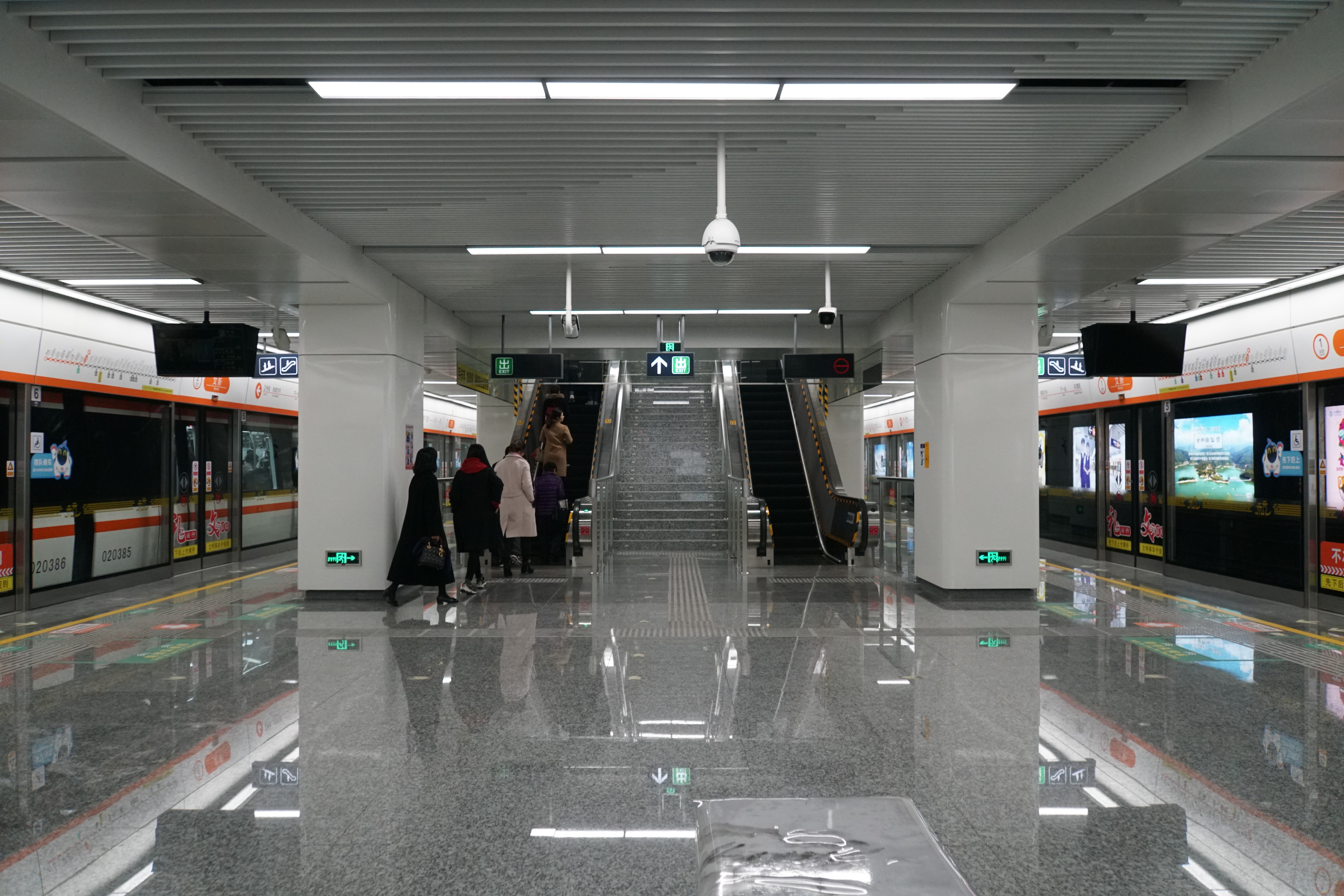
ホーム

| 路線    | 方向 | 行先     |
| ------- | ---- | -------- |
| ■ 2号線 | 下り | 朝陽方面 |
| ■ 2号線 | 上り | 良渚方面 |

（出典：杭州地下鉄:站内空间示意图）

## 駅周辺
- 文新公園
- 政新花園
- 湖畔花園
- 杭州市翠苑第一小学
- 星洲花園
- 紫荊欣苑
- 華苑公寓
- 高教新村
- 新金都城市花園
- 金成・嘉南公寓
- 杭州市文華中学
- 春天花園
- 駱家荘東苑

## 隣の駅
杭州地下鉄
■ 2号線
豊潭路駅 - 文新駅 - 三壩駅